# Абдулла, Шайла
Шайла Абдулла (род. 1971, Карачи) — пакистано-американская писательница и дизайнер.

## Жизнь
Шайла Абдулла получила премию Патраса Бокхари в области английского языка, премию «Золотое перо», премию «Взгляд читателей», премию «Письменное искусство» и грант от Фонда Хобсона. Сборник рассказов «Beyond the Cayenne Wall» получил приз жюри за выдающуюся художественную литературу, который является высшей наградой Norumbega Fiction Awards.
Среди её книг «Шафрановые сны», «За кайенской стеной» и три детские книги: «Рани в поисках радуги», «Мой друг Сухана» и «Руководство для Марко». Она также написала книги для детей с особыми потребностями.
В начале 2014 года исследовательская группа из Университета Вашингтона и Ли провела исследование, в ходе которого обнаружила, что чтение отрывка из 3000 слов из Saffron Dreams может снизить уровень расизма у человека. Роман был назван 1 из 50 величайших произведений иммиграционной литературы по базе данных Open Education.

## Работы
- Beyond the cayenne wall : collection of short stories, Lincoln, NE : iUniverse, 2005. ISBN 9780595370092, OCLC 69671582
- Saffron dreams : a novel, Ann Arbor, MI : Modern History Press, 2010. ISBN 9781615990252, OCLC 920296670
- My friend Suhana, Ann Arbor, MI : Loving Healing Press, 2014. ISBN 9781615992119, OCLC 863854490
- A manual for Marco, Ann Arbor, MI : Loving Healing Press  2015. ISBN 9781615992478, OCLC 886381624